# موفقیت غیرمنتظره تورا-سان
موفقیت غیرمنتظره تورا-سان (انگلیسی: Tora-san's Runaway) یک فیلم کمدی ژاپنی محصول ۱۹۷۰ به کارگردانی یامادا یوجی است. این فیلم پنجمین فیلم از مجموعه محبوب و طولانی‌مدت اوتوکو وا تسورای یو است. «آکیکو ناگایاما» در این فیلم به عنوان «علاقه عشقی توراسان» («مدونا») با نام «میئورا» ظاهر می‌شود.

## خلاصه داستان
با صحنه‌ای شروع می‌شود که توراجیرو در خواب می‌بیند که عمویش در حال مرگ است و از خواب بیدار می‌شود.
او پس از دیدن چنین خوابی نگران سلامتی عمویش به ایستگاه اوئنو در توکیو بازگشت و در راه خانه تمام مقدمات مراسم خاکسپاری را انجام می‌دهد. او به مایه خنده محله شیباماتا تبدیل می‌شود و در «تورا-یا» (شیرینی‌فروشی عمویش) غوغایی به پا می‌کند. ساکورا، توراجیرو را که در شرف رفتن است متوقف می‌کند، اما روز بعد برای پاتوق به چاپخانه همسایه، «آساهی» می‌رود و کار جدی را مسخره می‌کند. در آن زمان، برادر یاکوزیایی کوچکترش «نوبورو» به توکیو می‌آید و به او می‌گوید که «ماساکیچی تاتسوکا»، یاکوزا که زمانی از توراجیرو در هوکایدو مراقبت می‌کرد، در وضعیت بحرانی است. توراجیرو تصمیم می‌گیرد از ماساکیچی مراقبت کند و تمامی مراسم تشییع جنازه را به جا بیاورد تا محبت او را جبران کند، اما وقتی سعی می‌کند برای سفر به هوکایدو با نوبورو پول جمع کند، هیچ‌کس به او پول قرض نمی‌دهد. در پایان، ساکورا، که من به او مراجعه کردم، به آرامی توراجیرو را در مورد افکارش در مورد پول و کار گوشزد کرد و به او گفت که زندگی‌ای داشته باشد که پنج یا ده سال دیگر پشیمان نشود، و پول کمی که داشت به او قرض می‌دهد…

## ارزیابی انتقادی
چیکو بایشو (در نقش خواهر تورا-سان ساکورا) جایزه بهترین بازیگر زن در هر دو جوایز جایزه فیلم ماینیچی و کینما جونپو برای نقش‌هایش در خانواده تورا-سان و کازوکو را دریافت کرد. یوجی یامادا و آکیرا میازاکی نیز در آن دو مراسم جایزه بهترین فیلم‌نامه را برای کارشان در این دو فیلم دریافت کردند.
سایت آلمانی زبان molodezhnaja به موفقیت غیرمنتظره تورا-سان سه ستاره از پنج ستاره می‌دهد.